# Улица Кирова (Ульяновск)

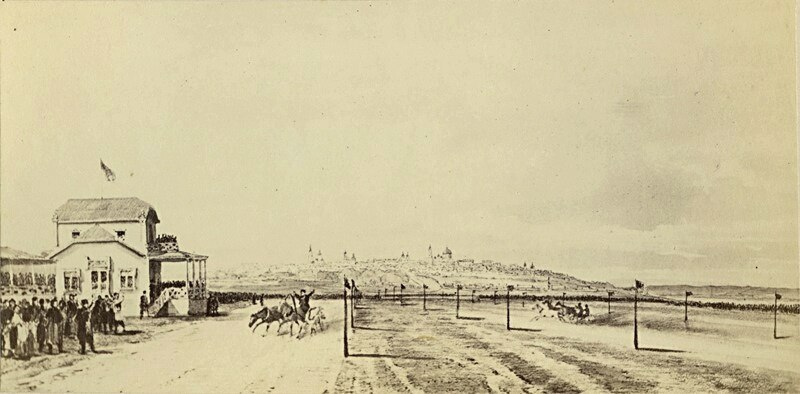
«Симбирский бег». Рисунок А. П. Боголюбова, 1863 г. (Симбирский ипподром).

У́лица Ки́рова — центральная улица 4-го микрорайона города Ульяновска, расположенного в Железнодорожном районе. Дорога продолжает улицу Железной Дивизии с севера и Локомотивную улицу с юга; проходит через площадь Третьего Интернационала.

## История
Дорога на юг была проложена с основанием Симбирска, сначала до Сенгилея, а затем до Сызрани, Самары. Позже здесь находился Саратовский тракт (также назывался Сызранский почтовый тракт). А первые упоминания, как об улице, относятся к началу XIX века. 

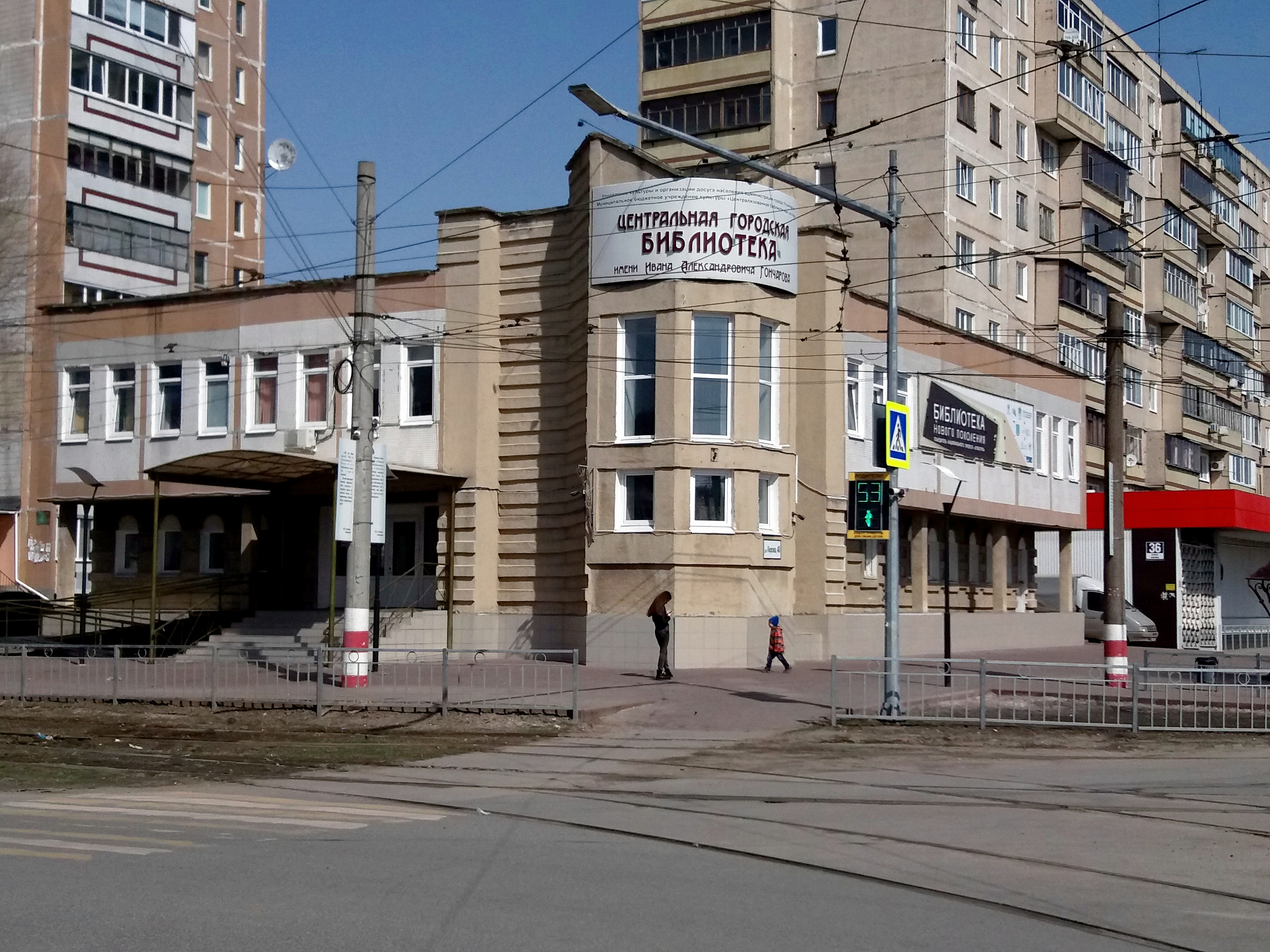
Улица Кирова. Центральная городская библиотека им. И. А. Гончарова.

В 1826 году купцом Ильёй Андреевым здесь был возведён чугунолитейный завод, из-за чего, с 1843 года улицу стали называть Чугунной.

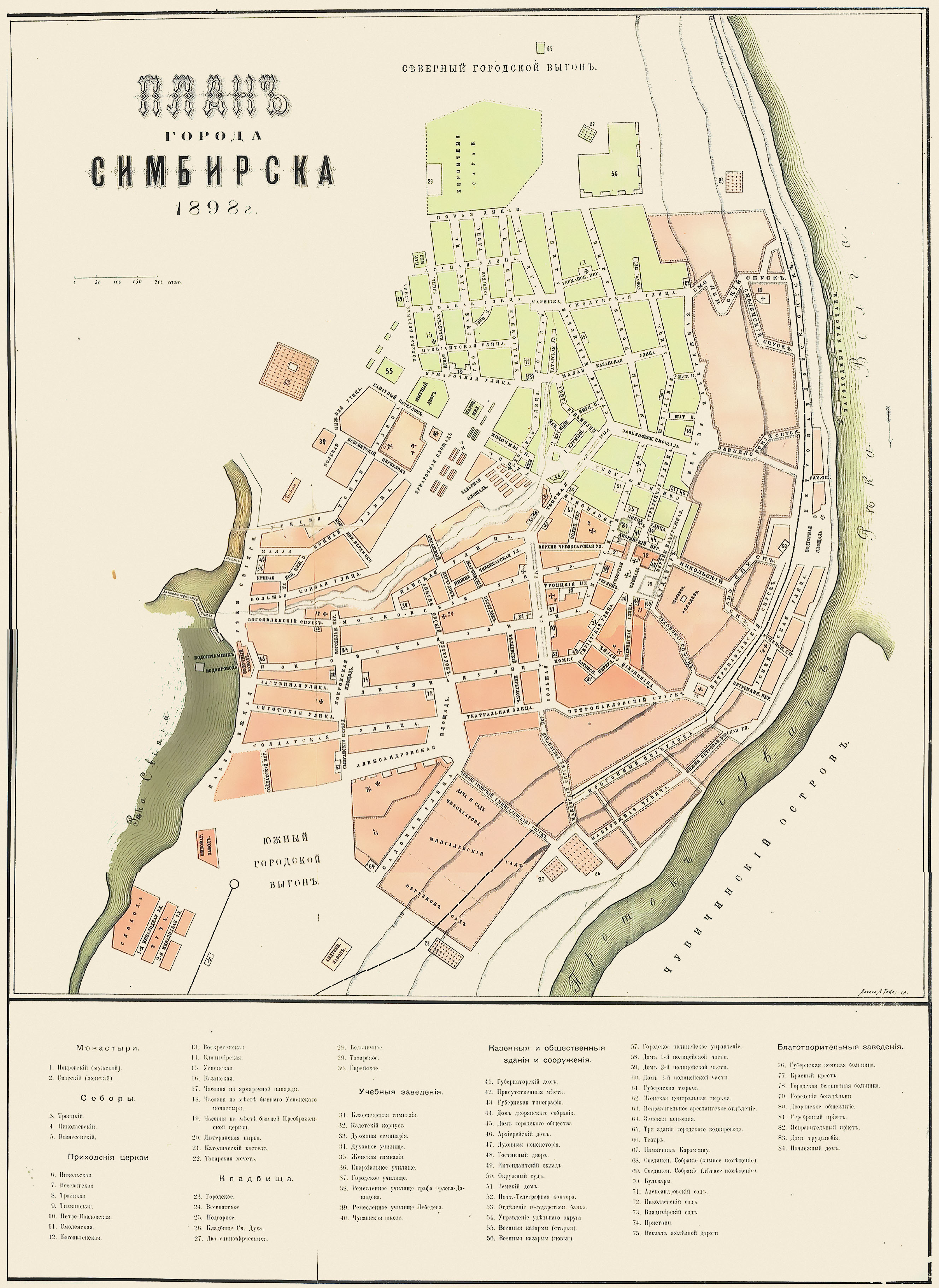
План Симбирска 1898 года. Мартынова Павла Любимовича. На плане показана улица Садовая.

По Сызранскому тракту проезжали Карамзин, Александр I, Пушкин (здесь дорогу ему перебежал заяц, что считалось дурной приметой и он вернулся обратно), поэт Жуковский, будущий император Александр III, Александр II, В. Ульянов (Ленин) и многие другие исторические личности.                                                                                                                  
В 1855 году на средства Общества охотников конного (рысистого) бега за южной окраиной города, в районе нынешней улицы Кирова, был устроен стационарный ипподром, где ежегодно в мае проводились бега, а Н. Ф. Топорнин на свои средства, по проекту архитектора А. С. Чичагова, построил на ипподроме несколько павильонов для зрителей.
В 1863 году, на «Ристалище» — ипподром, присутствовал Николай Александрович (сын Александра II), где в тот день проводились скачки: бега рысистых лошадей, «троичный бег» — состязания на тройках и верховые скачки.
19 марта 1865 года на заводе случилась трагедия: один из котлов перевернулся и залил семерых рабочих, все из которых погибли.
В 1866 году улица получила название Садовая, по Александровскому саду, а также частных садов — Чебоксарова, Мингалёва и Обрезкова, расположенных неподалеку, вдоль улицы.
В 1898 году открылась ветка Московско-Казанской железной дороги Инза — Симбирск. Была прокопана выемка для подъездного ж/д пути к Симбирским пристаням, который пересёк улицу, укоротив его длину.
В 1910 году на улице было построено здание Школы огнестойкого строительства Ф. О. Ливчака, с 1919 года —  Симбирский строительный техникум.
21 июля и 12 сентября 1918 года на этой улице проходили ожесточённые бои Гражданской войны за взятие Симбирска.

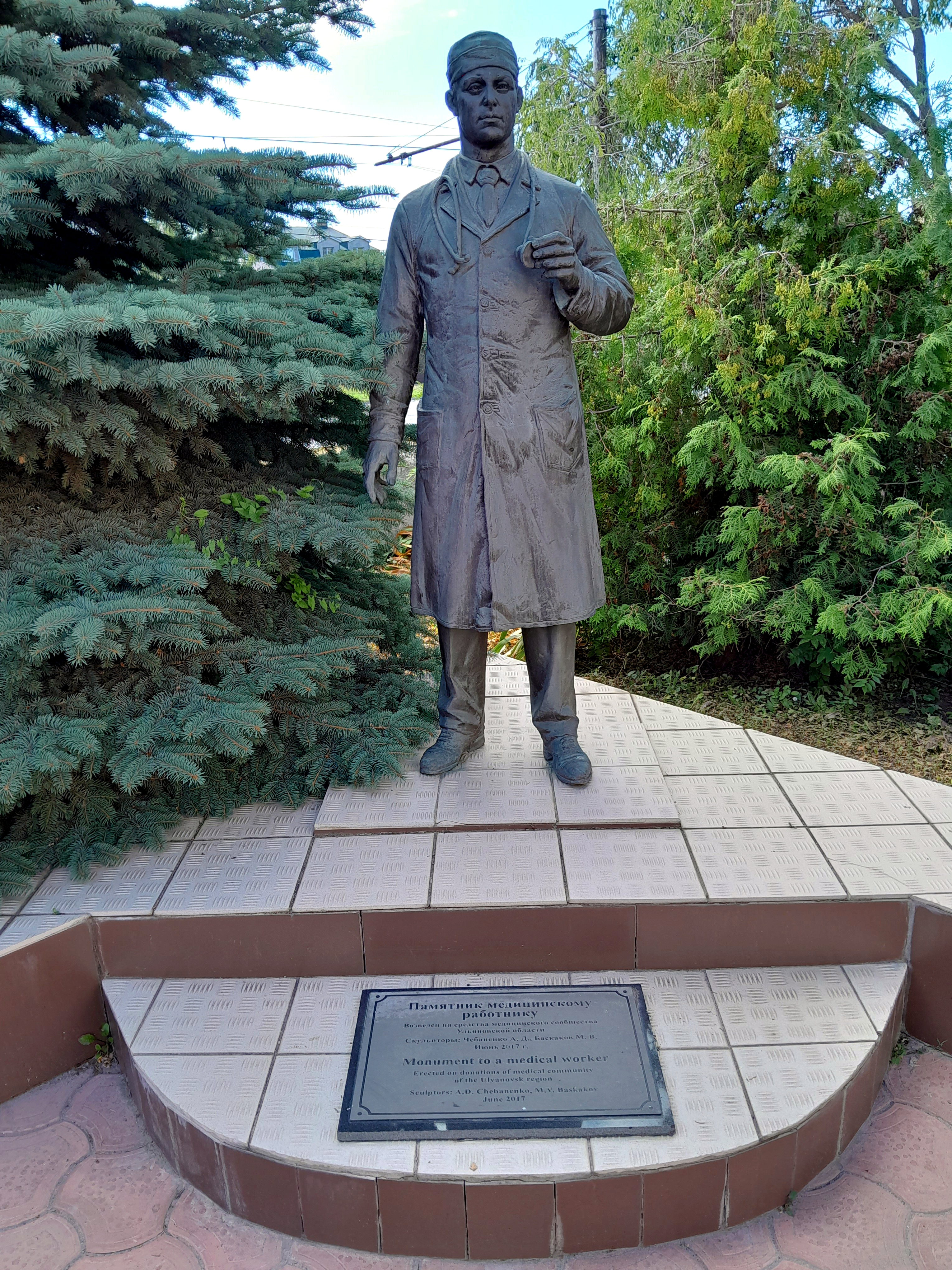
Памятник медработнику (Ульяновск).

В 1918—1934 годах называлась улица Свободы.
В 1934 году улица получила название «Кирова», в честь советского партийного деятеля Сергея Кирова.
В 1954 году открылось трамвайное движение на участке: Северный Венец — Кирова — железнодорожный вокзал «Ульяновск-1» (мкрн Туть), а в 1957 году линию продлили в Киндяковку до Кожкомбината.
В советское время улица заметно развивалась и благоустраивалась. В конце 1970 гг. был построен «4-й микрорайон». 
В 2017 году возле Областной больницы был построен комплекс многоэтажных домов ЖК «Симбирские высотки». А к 2024 году будет достроен ЖК «Свобода» на месте заброшенной воинской части на южном конце улицы.Поликлиника облбольницы (Ульяновск)

## Описание

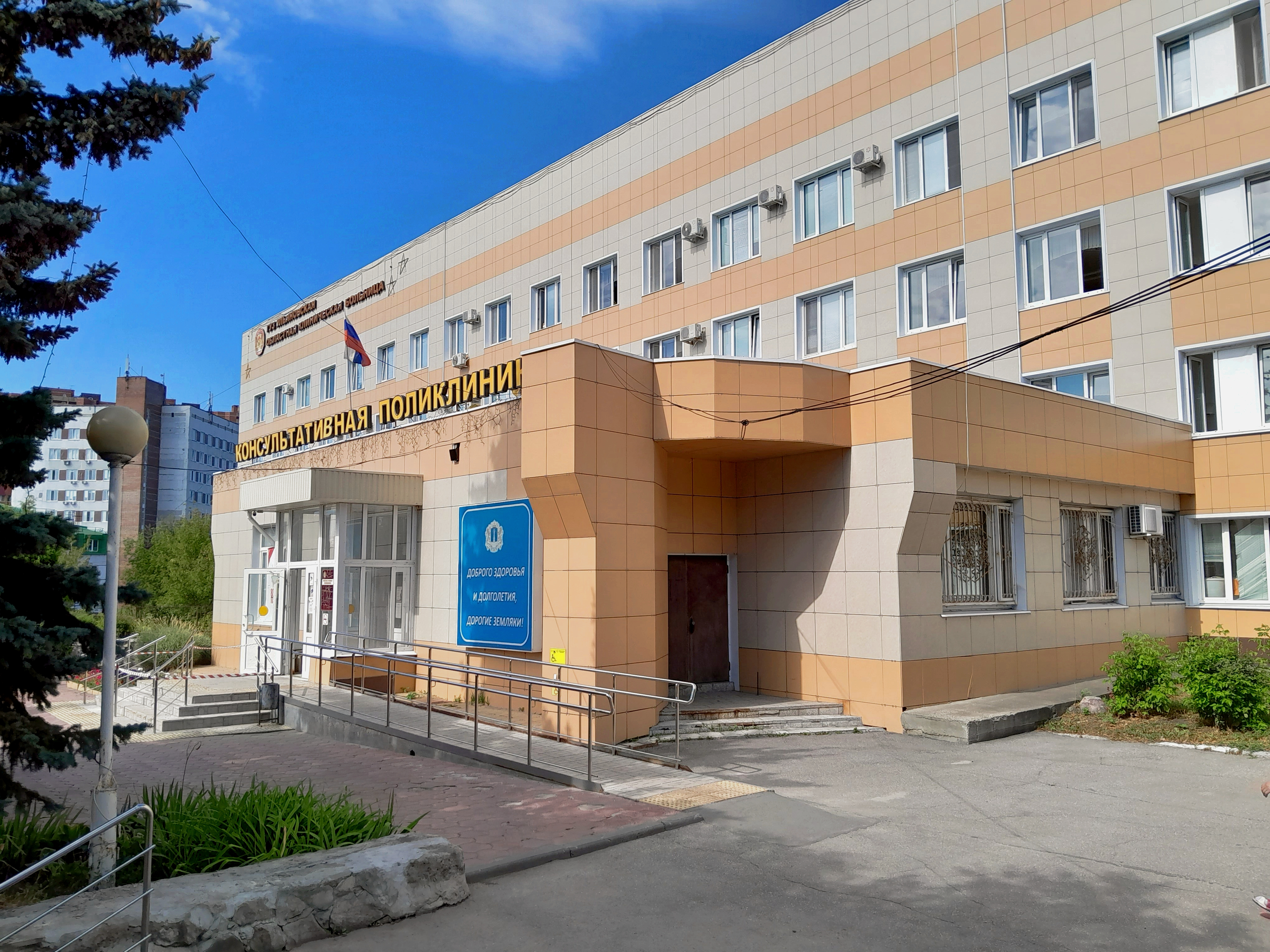
Поликлиника облбольницы (Ульяновск).

По западной стороне улицы Кирова находятся такие значимые объекты, как Областная больница, спуск к Ульяновскому речпорту, ЖК «Симбирские Высотки», Южный рынок, вход в сквер «Каштановая аллея», Центральная городская библиотека им. И. А. Гончарова, ЖК «Свобода».

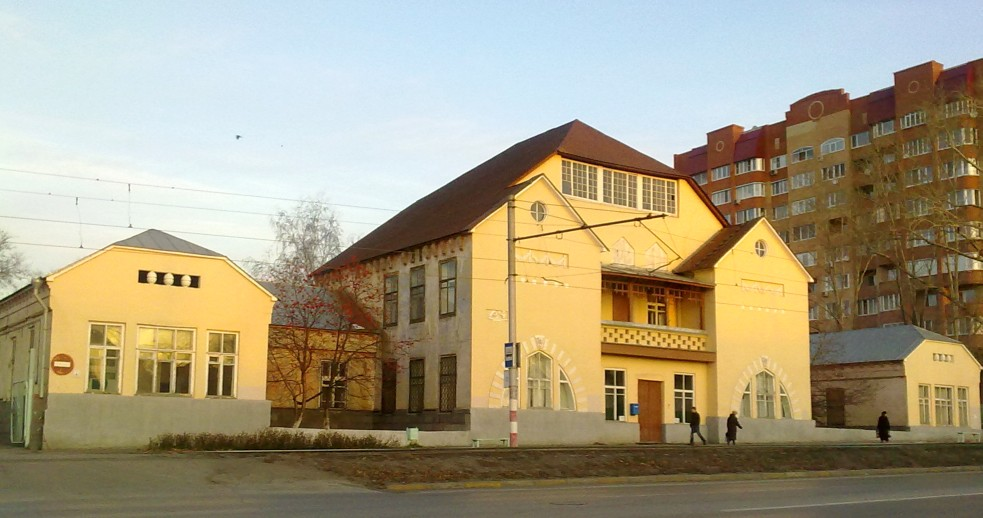
Туберкулёзный диспансер, бывшее здание Школы огнестойкого строительства.
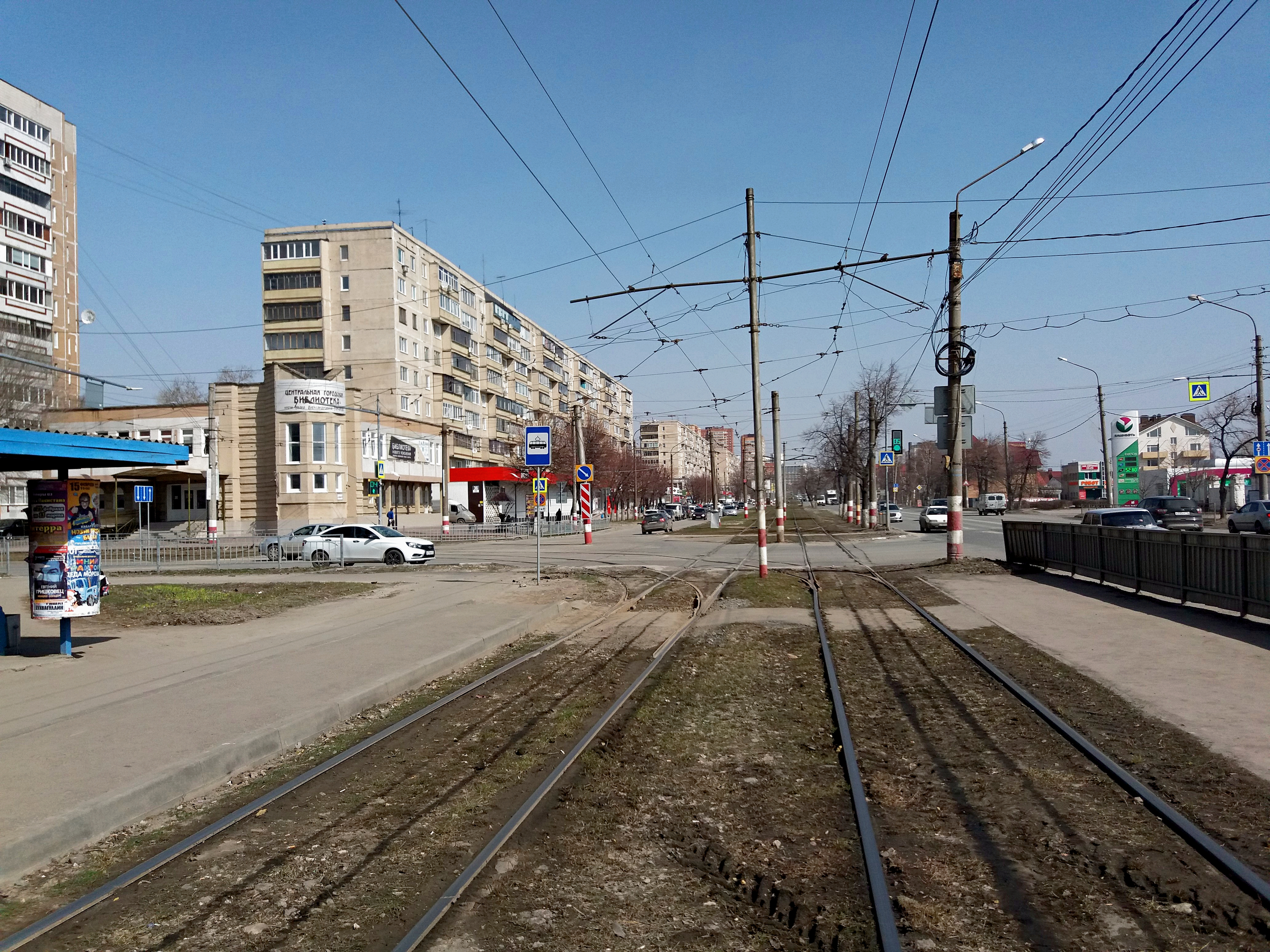
Улица Кирова с южной стороны

На восточной стороне из-за особенностей поверхности строятся высотные здания, поэтому там располагаются частные и малоэтажные дома, а также заброшенный Андреевский чугунолитейный завод.

### Улицу пересекают
- Улица Минаева
- Площадь Третьего Интернационала
- Пушкинская улица
- Карсунская улица

### К улице примыкают
- Улица Третьего Интернационала
- Улица Спуск Минаева
- Переулок Полупанова
- Вишнёвый переулок
- 1-й, 2-й, 3-й переулки Кирова
- Карамзинская улица
- Переулок Аношина
- Сенгилеевская улица
- Нагорная улица

### Парки
Улица проходит через сквер «Каштановая аллея» и рядом со сквером Строителей.

### Памятники
В начале улицы находится памятник «Якорь» (к 40-летию Ульяновскому речпорту), памятник медработнику (2017) и Флюгеру. Возле библиотеки находится литературный фонарь.

Памятник  «Якорь».
Монумент «Железнодорожный район».

### Транспорт
По улице ходят трамваи (4 маршрута), маршрутные такси (6 маршрутов) и автобус № 91 (пиковый маршрут).
На северном конце улицы, на площади Третьего Интернационала находится конечная пригородных автобусов до Новоульяновска. Также по ней идёт ряд других пригородных и междугородних маршрутов.